# 香港一元硬幣

「縮水」後的第一個「女皇頭」時代的香港一元硬幣（1979年），「縮水」後的直徑為2.5厘米

一元硬幣是現行流通的香港貨幣，面額為$1港元。香港人通常將「一元」俗讀為「一蚊」。

## 歷史
香港政府於1866年首鑄壹圓硬幣，含銀九成。1868年因香港造幣廠結業，港府停止鑄造壹圓硬幣，把造幣机械卖给日本。外國貿易銀圓，如墨西哥鷹洋便在香港流通，代替停鑄的港幣壹圓銀幣。
1895年，港府引入英國貿易銀圓（被稱為「站洋」或「港光」）作香港1圓貨幣，一面鑄有不列顛尼亞女神像和英文面額「ONE DOLLAR」，另一面則鑄有中文面額「壹圓」和馬來文面額。
1935年起，港府立法禁止外國貨幣在港通用，於是便由政府印行壹圓鈔票，至1959年止。
1960年起，港府又重新鑄造1圓硬幣以取代1元鈔票（1元鈔票其後於1970年代初停止流通），以紅銅鎳合金鑄造，一面鑄有當時在位的英女皇伊利沙伯二世的肖像，另一面則鑄有面值「香港壹圓」，中間為手持珍珠的英國皇室獅子（即香港徽號頂端部分）。
1971年開始，壹圓硬幣由原本的安全邊改為齒邊。
1978年起，壹圓硬幣面積縮小。發行初期有民眾不滿，因容易跟銀色五角（1951-1975年間發行）混淆。 
1993年起改為鎳鋼合金鑄造，但試驗失敗，遂於1994年開始改回以紅銅鎳合金鑄造。
1997年又有發行鑄上麒麟圖案的回歸紀念幣。

## 曾發行年份(1960年後)及發行量
- 「大餅」時代(基本上已退出流通)：
  - 1960年：80,000,000(有「H」及「KN」2種鑄記)
  - 1970年：15,000,000(只有「H」鑄記)
  - 1971年：8,000,000(只有「H」鑄記)
  - 1972年：20,000,000
  - 1973年：8,125,000
  - 1974年：26,000,000
  - 1975年：22,500,000
- 「縮水」後的第1個女皇頭時代：（現較少流通）
  - 1978年：120,000,000
  - 1979年：104,908,000
  - 1980年：100,000,000
- 「縮水」後的「大皇冠」時代：（現較少流通)
  - 1987年：(不詳)
  - 1988年：20,000,000
  - 1989年：20,000,000
  - 1990年：(不詳)
  - 1991年：(不詳)
  - 1992年：25,000,000
- 洋紫荊時代：
  - 1993年：60,000,000（現極少流通[註 1]）
  - 1994年[註 2]：150,000,000
  - 1995年：80,000,000
  - 1996年：38,000,000
  - 1997年[註 3]：162,000,000
  - 1998年：310,000,000
  - 2013年：50,000,000
  - 2015年[註 4]：9000萬
  - 2017年：5000萬
  - 2019年：1億